# Mistrzostwa Europy U-17 w Piłce Nożnej 2024 (eliminacje)/Runda Kwalifikacyjna Grupa 8
W Grupie 8 eliminacji do Mistrzostw Europy U-17 2024 brały udział następujące zespoły:
- Hiszpania U-17
- Malta U-17
- Macedonia Północna U-17
- Słowacja U-17

## Stadiony
Na podstawie:
| Ta’ Qali          | Mapa miast-gospodarzy |
| ----------------- | --------------------- |
| Centenary Stadium | Ta’ Qali              |
| Pojemność: 2 000  | Ta’ Qali              |
|                   | Ta’ Qali              |

## Tabela
| Reprezentacja           | M | W | R | P | Br+ | Br- | +/- | Pkt. |
| ----------------------- | - | - | - | - | --- | --- | --- | ---- |
| Hiszpania U-17          | 3 | 3 | 0 | 0 | 17  | 1   | +16 | 9    |
| Słowacja U-17           | 3 | 2 | 0 | 1 | 6   | 5   | +1  | 6    |
| Malta U-17              | 3 | 0 | 1 | 2 | 1   | 9   | -8  | 1    |
| Macedonia Północna U-17 | 3 | 0 | 1 | 2 | 1   | 10  | -9  | 1    |

## Wyniki
| 25 października 2023 11:00 CET | Hiszpania U-17 · T. Fernández 13' (k) · Baquerin 21', 28', 63' · Reyes López 29' · J. Fernández 52' · G. Fernández 70' | 7:0(4:0)Raport | Malta U-17 | Centenary Stadium, Ta' Qali Sędzia: Antoni Bandić |
|                                | |                |            |                                                   |

| 25 października 2023 14:30 CET | Macedonia Północna U-17 | 0:4(0:3)Raport | Słowacja U-17 · 6' Valko · 34', 64' Vlna · 41' Balog | Centenary Stadium, Ta' Qali Sędzia: Marek Radina |
|                                |                         |                |                                                      |                                                  |

| 28 października 2023 11:00 CET | Hiszpania U-17 · Vinatea 5', 19' · Duran 8' · Fernández 32' · Fernández 58' | 5:0(4:0)Raport | Macedonia Północna U-17 | Centenary Stadium, Ta' Qali Sędzia: Lothar D'hondt |
|                                |                                                                             |                |                         |                                                    |

| 28 października 2023 14:30 CET | Słowacja U-17 · Trello 50' | 1:0(0:0)Raport | Malta U-17 | Centenary Stadium, Ta' Qali Sędzia: Antoni Bandić |
|                                |                            |                |            |                                                   |

| 31 października 2023 11:00 CET | Malta U-17 · Melillo 90+1' | 1:1(0:1)Raport | Macedonia Północna U-17 · 38' Etoski | Centenary Stadium, Ta' Qali Sędzia: Marek Radina |
|                                |                            |                |                                      |                                                  |

| 31 października 2023 14:30 CET | Słowacja U-17 · Kováčik 28' | 1:5(1:4)Raport | Hiszpania U-17 · 9' (k), 45+1' Duran · 19', 50' Arnucio · 33' Reyes López | Centenary Stadium, Ta' Qali Sędzia: Lothar D'hondt |
|                                |                             |                |                                                                           |                                                    |

## Strzelcy

### 3 gole
- Adrian Baquerin
- Pol Duran

### 2 gole
- Adrian Arnucio
- Guille Fernández
- José Reyes López
- Sergio Vinatea
- Šimon Vlna

### 1 gol
- Jorge Fernández
- Toni Fernández
- Víctor Fernández
- Edin Etoski
- Thomas Melillo
- Dominik Balog
- Samuel Kováčik
- Filip Trello
- Denis Valko